# Rufí I
Rufí I (en grec antic: Ρουφίνος Α') mort l'any 293, va ser bisbe de Bizanci del 284 al 293.
Va ser el successor de Domeci. Se'n sap poc del govern d'aquest bisbe, que va tenir lloc quan Dioclecià era emperador. El seu successor va ser Probe, fill de Domeci.